# Willmersdorf-Stöbritz

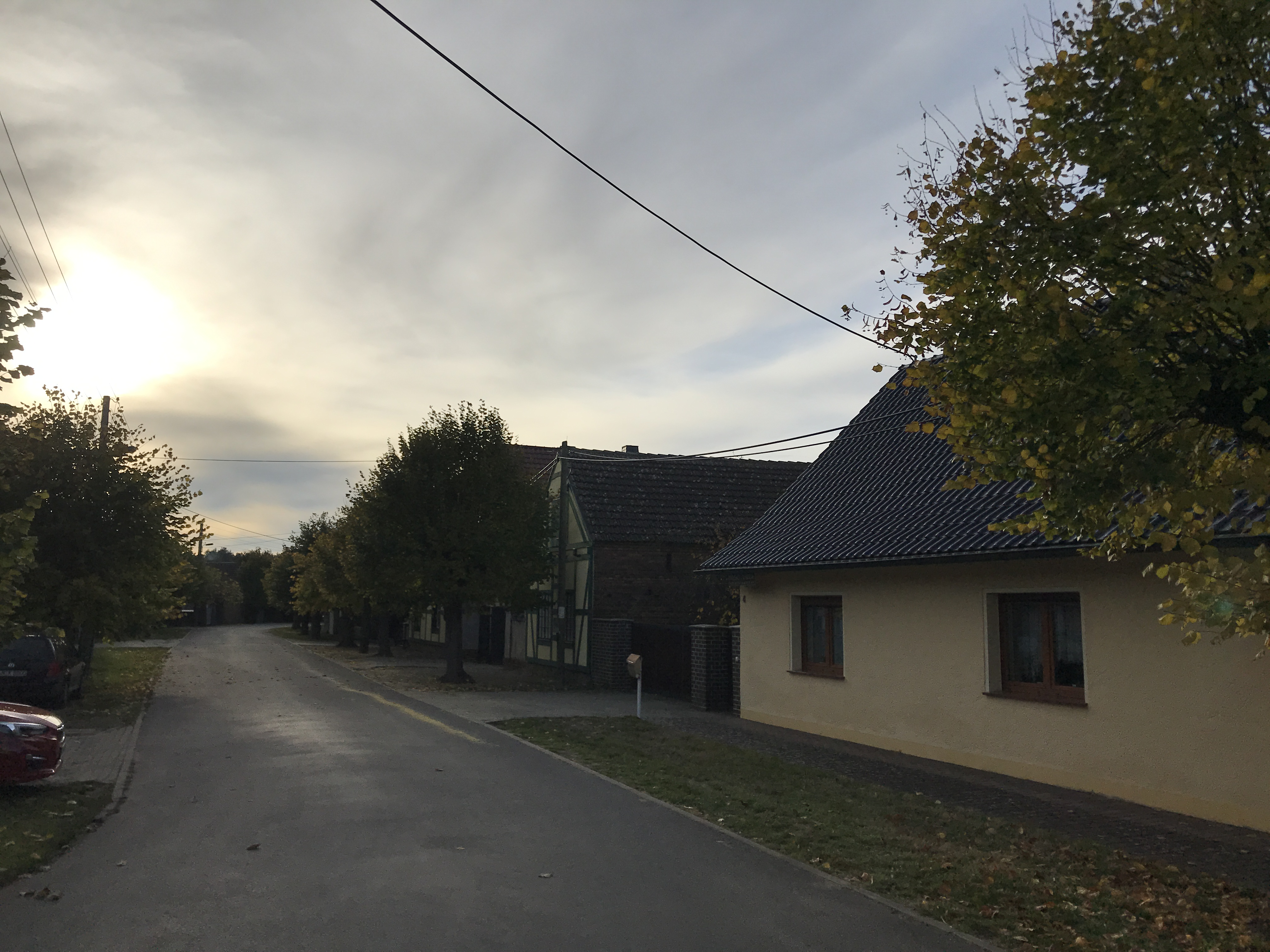
Dorfstraße in Willmersdorf

Willmersdorf-Stöbritz (niedersorbisch Rogozno-Stobrice) ist ein Ortsteil der Stadt Luckau im brandenburgischen Landkreis Dahme-Spreewald. Bis zur Eingemeindung am 31. Dezember 1999 war Willmersdorf-Stöbritz eine eigenständige Gemeinde, die wiederum am 1. Oktober 1962 aus den Gemeinden Stöbritz und Willmersdorf entstand.

## Lage
Willmersdorf-Stöbritz liegt in der Niederlausitz, jeweils etwa zehn Kilometer von Luckau und Lübbenau entfernt. Im Osten grenzt das Doppeldorf direkt an den Landkreis Oberspreewald-Lausitz. Umliegende Ortschaften sind Alteno im Norden, die Lübbenauer Ortsteile Groß Radden im Nordosten und Hindenberg im Osten, Egsdorf im Südwesten sowie Cahnsdorf im Westen. Das frühere, südlich gelegene Nachbardorf Stoßdorf wurde Anfang der 1960er-Jahre durch den Braunkohletagebau Schlabendorf-Nord devastiert.
Durch den Gemeindeteil Stöbritz verläuft die Landesstraße L 526 von Luckau nach Zerkwitz, durch den Gemeindeteil Willmersdorf die Kreisstraße K 6126 nach Duben. Südöstlich von Stöbritz befindet sich der nach dem Ort benannte Stöbritzer See, der allerdings bereits in Hindenberger Gemarkung liegt.

## Geschichte
Willmersdorf wurde erstmals im Jahr 1397 als Willamsdorf urkundlich erwähnt. Der Ortsname ist von dem deutschen Personennamen Wilhelm abgeleitet. 1487 wurde der Name Wilmißdorf genannt. Der sorbische Ortsname Rogozno wird von Arnošt Muka als Dorf am Binsenbach übersetzt.
Stöbritz wurde erstmals im Jahr 1346 als Stobericz urkundlich erwähnt. Der Ortsname stammt aus dem Sorbischen und bedeutet Siedlung mit Zäunen.
Nach dem Wiener Kongress und der damit verbundenen Teilung des Königreiches Sachsen kamen die damals eigenständigen Gemeinden Willmersdorf und Stöbritz mit der gesamten Niederlausitz an das Königreich Preußen und gehörten zum Landkreis Luckau. Im Jahr 1952 kamen Willmersdorf und Stöbritz an den neu gegründeten Kreis Luckau. Am 1. Oktober 1962 wurden die Wohnplätze Willmersdorf und Stöbritz zu der neuen Gemeinde Willmersdorf-Stöbritz zusammengelegt. Diese bildete vom 25. Mai 1992 bis zum 30. Dezember 1999 zusammen mit 15 weiteren Gemeinden und der Stadt Luckau das Amt Luckau. Am 31. Dezember 1999 wurde Willmersdorf-Stöbritz in die Stadt Luckau eingegliedert.

## Bevölkerungsentwicklung
| Jahr | Willmersdorf | Stöbritz |      | Jahr | Willmersdorf-Stöbritz |
| ---- | ------------ | -------- | ---- | ---- | --------------------- |
| 1875 | 144          | 181      | 1964 | 240  |                       |
| 1890 | 136          | 153      | 1971 | 214  |                       |
| 1910 | 122          | 121      | 1981 | 181  |                       |
| 1925 | 119          | 122      | 1985 | 185  |                       |
| 1933 | 118          | 114      | 1989 | 179  |                       |
| 1939 | 113          | 110      | 1992 | 179  |                       |
| 1946 | 174          | 151      | 1995 | 173  |                       |
| 1950 | 142          | 145      | 1998 | 182  |                       |

Gebietsstand des jeweiligen Jahres

## Sehenswürdigkeiten

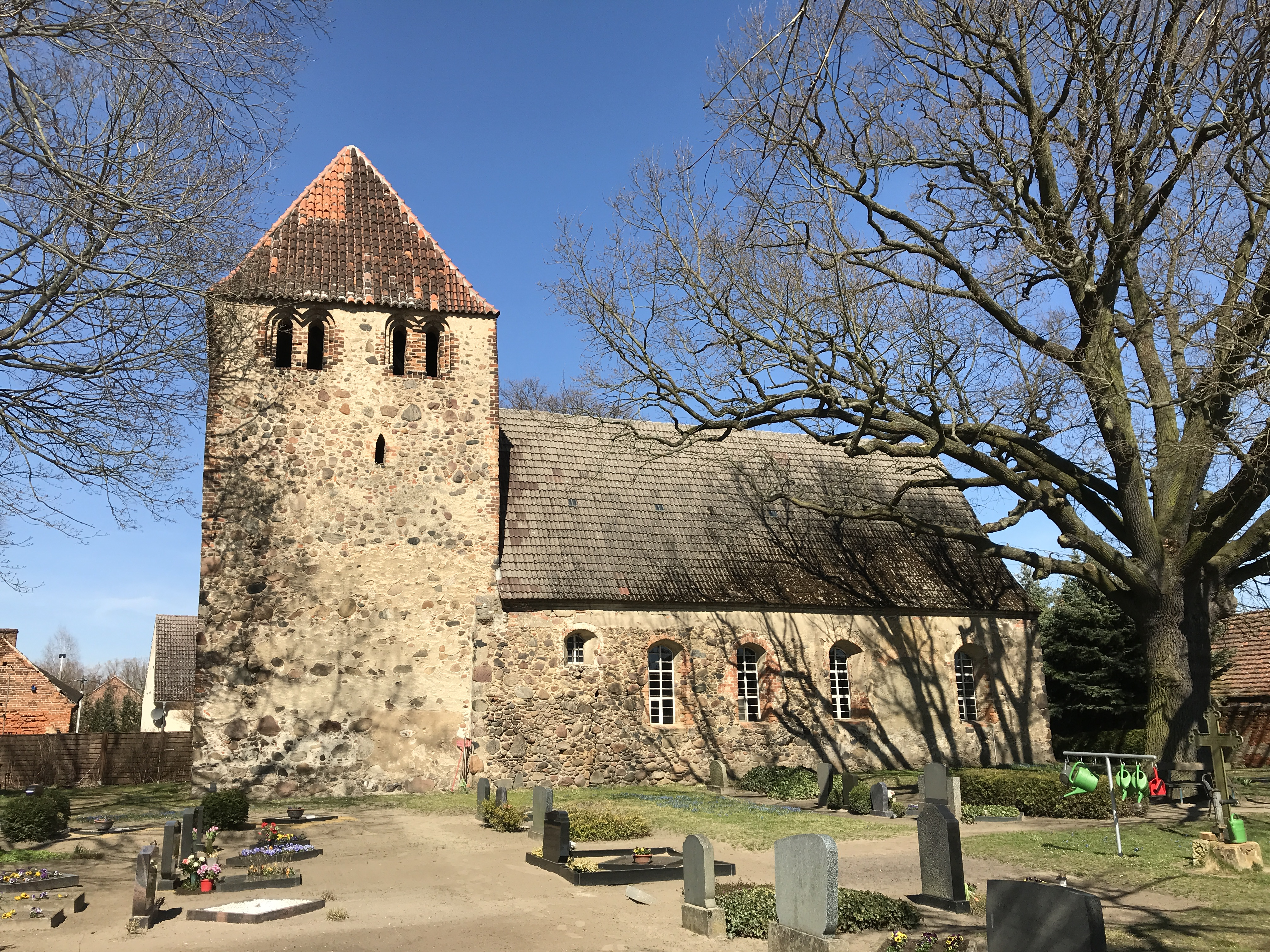
Dorfkirche Stöbritz

Die Dorfkirche Stöbritz ist eine Feldsteinkirche aus dem frühen 15. Jahrhundert. Die barocke Kirchenausstattung wurde in den Jahren 1952 bis 1955 entfernt.